# Alborache
Alborache è un comune spagnolo di 1 038 abitanti situato nella comunità autonoma Valenciana.